# 亚力克斯·卡普
亚历山大·凯德蒙·卡普（Alexander Caedmon Karp，1967年10月2日—）是美国企业家，软件公司帕兰蒂尔（Palantir Technologies）的联合创始人兼首席执行官（CEO）。他职业生涯始于投资初创公司和股票，并于2003年与彼得·蒂尔共同创立帕兰蒂尔。2005年，《时代》杂志将他列入全球最具影响力的100人名单。
2025年，他的净资产有时超过100亿美元，跻身彭博亿万富翁指数和福布斯最富有的300人之列。

## 早期生活
亚历山大·卡普1967年10月2日出生于纽约市，是罗伯特·约瑟夫·卡普（Robert Joseph Karp）和莉亚·杰恩斯·卡普（Leah Jaynes Karp）的长子。他的父亲是犹太裔儿科医生，母亲是非裔美国艺术家。卡普还曾提到，他小时候面临阅读障碍的挑战。
亚历山大·卡普于1989年获得哈弗福德学院哲学学士学位。随后，他在斯坦福大学法学院深造，并于1992年取得法学博士学位。在斯坦福期间，卡普结识了彼得·蒂尔，两人后来共同创立了帕兰蒂尔科技。
卡普在完成本科和法学院学习后，于2002年在法兰克福歌德大学获得新古典社会理论博士学位。  卡普的博士论文的题目是，“生活世界中的侵略：帕森斯侵略概念的延伸及其在行话、攻击性与文化之间的关联”。 

## 职业
卡普的职业生涯开始于法兰克福西格蒙德·弗洛伊德研究所的一名研究员。 
卡普透露，他在继承祖父的遗产后，开始投资初创企业和股票市场。他的成功投资经历促使他在伦敦创立了凯德蒙集团（Caedmon Group），一家资金管理公司，专门为希望与他共同投资的高净值人士管理资产。 
2004年，亚历山大·卡普与斯坦福大学同学彼得·泰尔等人共同创立了Palantir科技有限公司，并担任首席执行官。《纽约时报》报道，2020年（Palantir上市当年），卡普以11亿美元的薪酬被评为薪酬最高的上市公司首席执行官。
2024年，亚历山大·卡普在《福布斯》全球亿万富翁榜上位列第1143名，净资产为29亿美元。2025年，他的净资产激增数十亿美元，最高时突破100亿美元，跻身《福布斯》实时亿万富翁榜和彭博亿万富翁指数前300名。《经济学人》评选卡普为2024年度最佳首席执行官。 

## 其他活动
- Axel Springer SE ，董事会成员（2018-2020年）
- 巴斯夫，董事会成员（至2020年）

## 立场

### 政治观点

#### 关于西方价值观
2025 年《时代》杂志将卡普列为全球最具影响力的 100 人之一，称他是“新型硅谷亿万富翁的化身：一个毫无羞耻地宣扬西方力量的技术民族主义者。” 
在将亚历山大·卡普列入《时代》杂志百大人物榜单时，该杂志特别提到，他在给投资者的一封信中引用了塞缪尔·P·亨廷顿的《文明的冲突》中的观点：“西方的崛起并非源于其思想、价值观或宗教的优越性……而是凭借其在有组织的暴力运用上的优势。”卡普进一步写道：“西方人往往忽视这一事实，而非西方人却从未忘记。”
2024年《纽约时报》援引卡普的话说，他和他的公司Palantir“始终秉持亲西方的观点，认为西方拥有更优越的生活和组织方式”。 

#### 关于美国政治
卡普自认为是社会主义者和进步派人士，曾公开表示支持希拉里·克林顿并为她投票。然而，他强烈批评“觉醒”意识形态，视其为对Palantir公司乃至整个美国的根本威胁。卡普强调，Palantir是他眼中抵制“觉醒”文化的公司典范。

#### 关于美国政府
卡普强调，Palantir等科技公司有责任支持美国军方。他公开表示，他和Palantir致力于“积极捍卫西方价值观”以及“西方生活方式优越”的信念。在家庭分离政策争议期间，卡普为Palantir与美国移民和海关执法局（ICE）的合作辩护，承认家庭分离是“一个复杂且令人不安的道德难题”，但他主张推行“公平而严格的移民政策”。此外，他认为美国政府应在科技监管中发挥强势作用，并强调西方国家应在人工智能研究领域占据主导地位。

#### 关于加沙战争
卡普多次在公开场合就加沙战争强烈支持以色列。他严厉批评2024年在大学校园举行的亲巴勒斯坦抗议活动，称这些抗议表达的是“一种异教”和“我们社会内部的传染病”。在国家竞争力人工智能博览会上，卡普进一步指出：“和平活动家，其实就是战争活动家”。他甚至曾表示，应将抗议者送往朝鲜。
2023年12月，卡普在谈及哥伦比亚大学的示威活动时称：“我们对精英高校的投资毫无道理，而它们所产出的只是一种异教——充斥着平庸、歧视、不宽容与暴力”。
此外，Palantir宣布将为犹太裔大学毕业生预留180个职位，理由是校园内与抗议活动相关的反犹太主义现象日益严重。

### 商业观点
卡普一直是卖空者的批评者，称自己“喜欢烧掉卖空者”，并将他们比作“可卡因上瘾者”，指责他们故意打压美国优秀企业。尽管如此，他在2024年仍出售了价值19亿美元的Palantir股票。2025年2月，他在宣传新书时表示：“我喜欢这个想法——用无人机向那些试图欺骗我们的分析师喷洒少量掺有芬太尼的尿液”。

## 个人生活
卡普居住在新罕布什尔州格拉夫顿县。 当一名记者说他“在世界各地拥有10栋房子，从阿拉斯加到佛蒙特州，从挪威到新罕布什尔州”时，卡普开玩笑说：“你得重新理解这句话，因为我有10间越野滑雪小屋。”  
他被称为健康狂热者，热衷于游泳、越野滑雪和武术训练。他练习太极拳，并强调不应将其与气功混为一谈，办公室中还摆放着太极剑。他也擅长射击，一位记者曾目睹他用一把BUL Armory SAS II Bullesteros 9毫米竞赛手枪，在264码外熟练击中目标。  
卡普从未学过开车。他解释道：“年轻时太穷，后来又太富有了。” 
他的叔叔杰拉尔德·杰恩斯（Gerald Jaynes）是耶鲁大学A. Whitney Griswold讲席教授，专攻经济学、非裔美国人研究和城市研究。 

## 媒体报道
卡普是2024年德国纪录片《注视着你：Palantir的世界和亚历克斯·卡普》的主角，该片由克劳斯·施特恩（Klaus Stern）执导，探讨了Palantir的影响力及卡普的职业生涯，并采访了他的前同事、政界人士和评论家。卡普本人选择没有参与拍摄。
卡普与尼古拉斯·扎米斯卡（Nicholas Zamiska）共同撰写了《科技共和国：硬实力、软信仰和西方的未来》（The Technological Republic: Hard Power, Soft Belief, and the Future of the West）一书。该书于2025年2月出版，对硅谷的自满情绪和西方日益减弱的雄心提出了批判性视角，认为软件行业必须与政府合作，应对紧迫的挑战，特别是人工智能军备竞赛。